# 王世惲
王 世惲（おう せいうん、? - 621年）は、中国隋末唐初の人物。鄭の初代皇帝王世充の兄。

## 生涯
王世充が元文都・趙長文・盧楚・郭文懿を殺害した後、内史令となった。
619年4月5日、隋の恭帝侗が王世充に迫られて禅譲すると、王世惲は、恭帝侗を軟禁した。
王世充が鄭の皇帝に即位した後、斉王に封ぜられ、尚書令に任ぜられた。
その後、裴仁基・裴行儼・宇文儒童が王世充の暗殺を謀った際、王世惲は、背後に恭帝侗の指示があると言って、王仁則を派遣して恭帝侗を毒殺した。
王世充は、兄である楚王王世偉を太保に任じ、斉王王世惲を太傅に任じて尚書令を兼ねさせた。
唐の秦王李世民が軍を率いて洛陽を攻撃すると（虎牢の戦い）、王世充は、王世惲を派遣して、洛陽の南城に駐屯させた。
621年、王世充の投降後、王世惲と王世充は、かねての仇敵であった独孤修徳によって殺害された。

## 参考資料
- 『資治通鑑』
  - 巻185「唐紀一」
  - 巻187「唐紀三」
  - 巻188「唐紀四」
  - 巻189「唐紀五」
- 『旧唐書』巻54列伝第四「王世充伝」
- 『新唐書』巻85列伝第十「王世充伝」